# Hawaii-Akialoa
Der Hawaii-Akialoa (Hemignathus obscurus, Syn.: Akialoa obscura) ist eine ausgestorbene Vogelart aus der Unterfamilie der Kleidervögel. Sie kam bis mindestens 1940 auf der Hawaiiinsel Big Island vor.

## Beschreibung
Der 16 bis 19 cm große Vogel hatte ein grünes Rückengefieder, der Bauch war gelblich gefärbt.
Der lange, hakenförmig gebogene Schnabel war grau, die Beine waren braun. Zur Verständigung stieß der Vogel laute, schrille Rufe aus, manche Quellen sagen dagegen, er habe einen Trillergesang gehabt.

## Lebensweise
Die Nahrung, vor allem Insekten, suchten die Vögel auf Zweigen, unter der Rinde von Bäumen, sowie am Boden. Als Werkzeug diente dazu ihr langgebogener Schnabel. Daneben holten sie sich mit Hilfe ihrer langen Röhrenzunge den Nektar aus den Blütenpflanzen der Inselvegetation.

## Fortpflanzung
Zur Brut baute das Weibchen am Erdboden ein Nest aus Grashalmen.

## Lebensraum
Diese Art war nur im Wald des Inselberges Koa-'Ohi' in Höhen von 200 bis 500 Metern anzutreffen.

## Aussterben
Zuletzt wurde die Art 1940 nachgewiesen. Gründe für das Aussterben sind die Zerstörung ihres Lebensraumes durch die Abholzung der Inselwälder sowie die Einschleppung der Vogelmalaria durch eingeführte Moskitos.